# 628 (szám)
A 628 egy természetes szám, amely a 627 és a 629 között helyezkedik el.

## A szám a matematikában
A tízes számrendszerbeli 628-as a kettes számrendszerben 1001110100, a nyolcas számrendszerben 1164, a tizenhatos számrendszerben 274 alakban írható fel.
A 628 páros szám, összetett szám, kanonikus alakban a 22 · 71 · 311 szorzattal, normálalakban a 6,28 · 102 szorzattal írható fel. Hat osztója van a természetes számok halmazán, ezek növekvő sorrendben: 1, 2, 4, 157, 314 és 628.
Érinthetetlen szám: nem áll elő pozitív egész számok valódiosztóösszeg-függvényeként.
A 628 négyzete 394 384, köbe 247 673 152, négyzetgyöke 25,059928, reciproka 0,0015923.